# The Shape of Things (Album)
The Shape of Things ist ein Jazzalbum von Rich Halley. Die im August 2019 in Brooklyn entstandenen Aufnahmen erschienen am 4. November 2020 auf dem Label Pine Eagle.

## Hintergrund
The Shape of Things ist eine Aufnahme des Saxophonisten Rich Halley in Quartettbesetzung mit dem Pianisten Matthew Shipp, dem Bassisten Michael Bisio und dem Schlagzeuger Newman Taylor Baker. Es war Halleys zweite Aufnahme mit Shipp, Bisio und Baker nach dem Album Terra Incognita (2019).

## Titelliste
- Rich Halley: The Shape of Things (Pine Eagle Records 013)[1]

1. Tetrahedron 	10:55
2. Vector 	9:58
3. Spaces Between 	3:43
4. Oblique Angles 	6:10
5. Lower Strata 	8:56
6. The Curved Horizon 	13:34

Alle Kompositionen stammen von Rich Halley.

## Rezeption

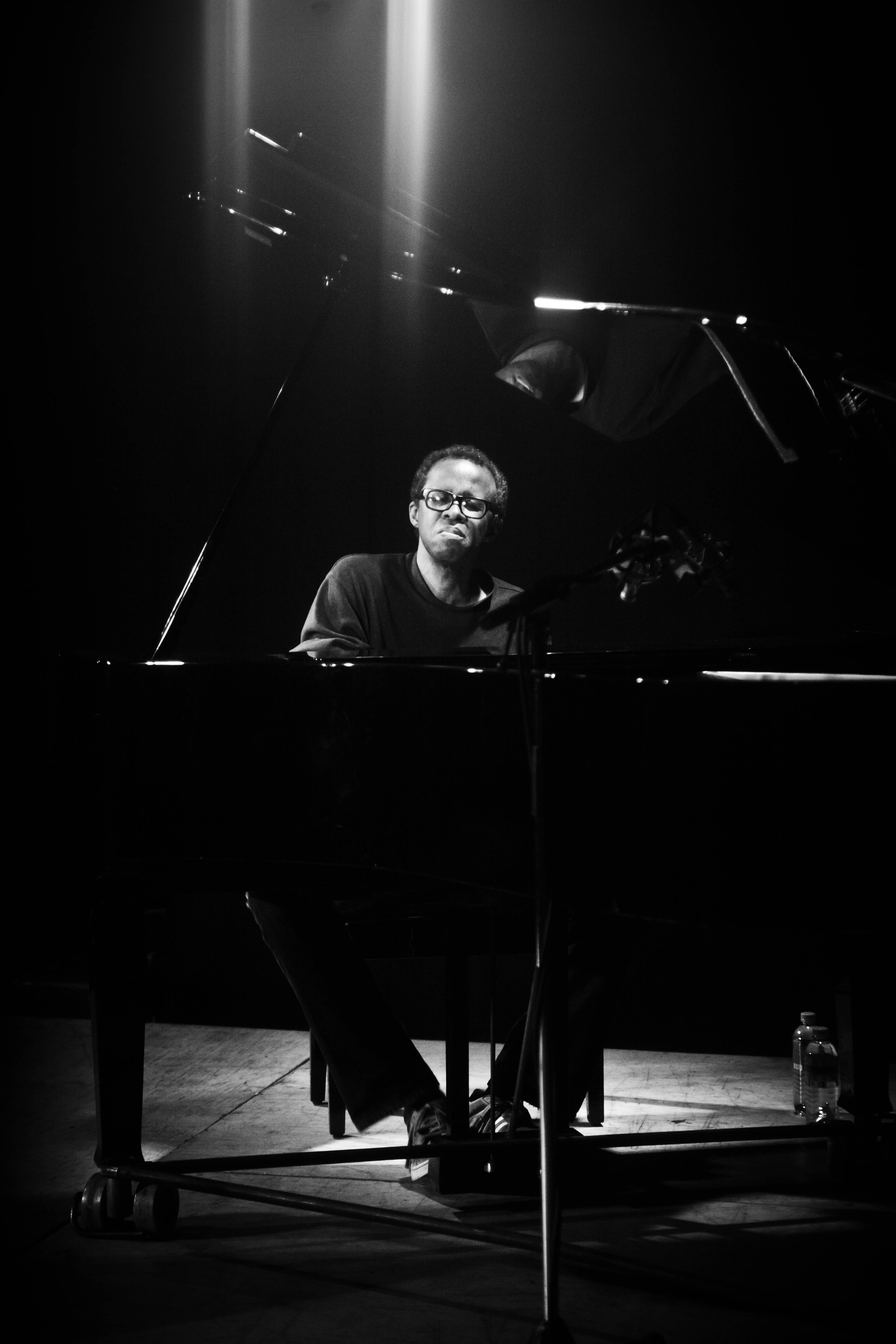
Matthew Shipp (2017)

Troy Dostert schrieb in All About Jazz, mit Rich Halley höre man wahrscheinlich die Geschichte des [Jazz-]Saxophons in seinem Spiel; er sei genauso in der Lage, den Raum mit gebrochenem Sound zu füllen, wie er sanft über eine eindringliche Phrase nachdenkt, und Bop-Licks sind auf seinen Alben ebenso verbreitet wie laute Abstraktion.
Nach Ansicht von Dan McClenaghan, der das Album ebenfalls in All About Jazz rezensierte, passe Matthew Shipp generell nicht in eine Gruppe der „schwachen Herzen“; er könne sich vielmehr mit so ziemlich jedem messen, und Trotz der Größe Halleys könne man sich auch darauf verlassen, dass Shipp sich auf Nuancen, komplizierte Feinheiten und geradlinige Schönheit einlässt, um seine kühne Fähigkeit, sich auf ein turbulentes Rumpeln einzulassen.
S. Victor Aaron schrieb in Something Else!, diese zweite Begegnung des Shipp-Trios mit Halley sei genauso gut wie die erste, wenn nicht sogar besser. „Tetrahedron“ zeige, wie sehr sich die Chemie zwischen Halley und dem Matthew Shipp Trio intensiviert habe. Halley spiele explosiv und nehme kein Viertel [des Quartetts] ein, aber die Band Shipps sei genau bei ihm und es klinge immer noch als eine einzige Einheit.  Das unerbittliche „The Curved Horizon“ runde die Platte mit einem Bisio/Taylor Baker-Dialog ab, das den Höhepunkt dieser Darbietung bilde.
Michael Ullman (The Arts Fuse) meinte: „In Rich Halleys Klangwelt werden Worte zu Heulen und Schreien“. Das Quartett spiele dennoch mit außergewöhnlicher, wenn auch manchmal hektischer Gewandtheit. The Shape of Things verdopple die ausdrucksstarken Energiestöße im Vergleich zum Vorgängeralbum Terra Incognita vom Vorjahr. Es deute darauf hin, dass diese furchtlose Gruppe in neue Bereiche der Freiheit vordringen werde.